# Sedum andegavense
Sedum andegavense là một loài thực vật có hoa trong họ Crassulaceae. Loài này được (DC.) Desv. miêu tả khoa học đầu tiên năm 1818.